# Thurston Island
Thurston Island (norska: Thurstonøya) är en ö i Antarktis. Den ligger i havet utanför Västantarktis. Inget land gör anspråk på området. Arean är 15 700 kvadratkilometer.